# Hans van Steenwinckel den yngste
 For alternative betydninger, se Hans van Steenwinckel. (Se også artikler, som begynder med Hans van Steenwinckel)
Hans van Steenwinckel den yngste (1639 – 1700) var en dansk arkitekt og billedhugger. Som sin far (Hans van Steenwinckel den yngre), farbror (Lorenz van Steenwinckel) og farfar (Hans van Steenwinckel den ældre) blev han uddannet som arkitekt, og han fulgte i deres fodspor ved i 1669 at blive udnævnt til kongelig bygmester.
Hans største opgave var byggeriet af Holmen i København, og her finder man ét af hans mest kendte værker, nemlig Søkvæsthuset (1684-1686). Endvidere har han tegnet gravkapellet ved Sankt Petri Kirke (1681-1683) og Hubertushuset i Jægersborg Dyrehave – sidstnævnte eksisterer dog ikke længere, da man ved en planlagt restaurering besluttede sig for at erstatte det med Eremitageslottet.